# 高颖 (明朝)
高颖，字叔英，苏州府嘉定县人，明朝武学家。

## 生平
其与黄淳耀为友，崇祯十五年，高颖与黄淳耀、唐圣举、陈义扶、苏眉声、夏启霖等人组成直言社，以“责善辅仁”为主旨。高颖撰有《射学正宗》、《杨修龄先生较定武经射学正宗》三卷，其中包括《捷径门》、《指迷集》、《指迷集》。